# Árabes de Israel
Los árabes de Israel —conocidos comúnmente como árabes israelíes o araboisraelíes— son los ciudadanos del Estado de Israel cuyo idioma materno es el árabe. Estos profesan mayoritariamente la religión musulmana, seguida de la cristiana y la drusa. A mediados de 2024, constituyen alrededor del 21,4 % de la población israelí con 2.095.000 habitantes. Estas cifras, según la Oficina Central de Estadísticas de Israel, incluyen alrededor de 323.700 habitantes árabes de Jerusalén Este, y unos 19.000 drusos de los Altos del Golán, con estatus de residentes permanentes desde la guerra de los Seis Días en 1967. 
Muchos son habitantes árabes del Mandato británico de Palestina que permanecieron dentro de las fronteras de Israel tras la guerra árabe-israelí en 1948. En 1952, una ley les concedió la ciudadanía israelí y tienen, sobre el papel, los mismos derechos y obligaciones que cualquier otro ciudadano de Israel, aunque en la práctica afrontan una importante discriminación institucional. También están exentos —salvo los drusos— de la obligación de servir en el ejército, debido al conflicto secular que mantiene Israel y a su vinculación religiosa, cultural y familiar con los palestinos y con el resto del pueblo árabe. Los drusos, pueblo de larga tradición guerrera, tienen abiertas las puertas del ejército desde la independencia israelí, como voluntarios al principio, y como reclutas a partir de 1956, donde sirven a menudo en las tropas de élite y gozan de gran consideración entre la mayoría judía. Los jóvenes beduinos son reconocidos en el ejército por sus habilidades como rastreadores.
Un caso especial es el de los árabes que viven en Jerusalén Oriental y los Altos del Golán, ocupados y administrados por Israel desde la guerra de los Seis Días de 1967. En 1981, Israel se anexionó formalmente Jerusalén Oriental (movimiento que no ha sido reconocido por ningún país del mundo), pero no concedió la ciudadanía a los palestinos que vivían allí, que tienen carácter de «residentes permanentes» de Israel desde poco después de la guerra. A pesar de poseer tarjetas de identidad israelíes, solo unos pocos de ellos han solicitado la ciudadanía israelí, a la que tienen derecho, y la mayoría de ellos mantiene estrechos vínculos con Palestina. Como residentes permanentes, tienen derecho a votar en las elecciones municipales de Jerusalén, aunque un bajo porcentaje lo hace, pero no tienen derecho a voto en las elecciones parlamentarias israelíes. A diferencia de los que sí tienen nacionalidad israelí, los residentes permanentes pueden perder este estatus si pasan demasiado tiempo fuera de Jerusalén. La mayoría de los residentes drusos de los Altos del Golán son considerados residentes permanentes en virtud de la Ley de los Altos del Golán de 1981. Pocos de ellos han aceptado la plena ciudadanía israelí, y la gran mayoría se considera ciudadana de Siria.
En 2019, el 44,2 % de las familias árabe israelíes viven en la pobreza según las estadísticas oficiales, más del doble de la media nacional, que se ubica en el 20,4 %.

## Terminología
La locución «árabes de Israel» (en hebreo: ערביי ישראל) es la forma de uso corriente entre los medios de comunicación y las instituciones de Israel, así como la más elaborada «ciudadanos árabes de Israel» (הערבים אזרחי ישראל). Ambas, junto a la de «árabes israelíes», «araboisraelíes», «israelíes árabes» o «israeloárabes», son denominaciones comunes también en la prensa y la literatura occidentales. Sin embargo, según un estudio de la Universidad de Haifa, solo un 16% de los árabe-israelíes están de acuerdo con esta denominación. La mayoría de ellos prefieren llamarse a sí mismos «los palestinos en Israel» o «los ciudadanos palestinos de Israel», aunque también se utilizan las fórmulas «palestinos dentro de Israel», «árabes del 48», «árabes palestinos de Israel» (en torno al 30% usa este término), «árabe-palestino» (que usan un 17% de ellos) o «palestino-israelíes». Según la revista Foreign Policy, «continuar ignorando a esta población, mientras que se recurre a términos gastados, está perpetuando consecuentemente una imagen incompleta de lo que es el pueblo palestino y de qué es lo que quiere».
En los medios de comunicación árabes se utiliza también la denominación «ciudadanos palestinos de Israel» (عرب إسرائيل), y se utilizan asimismo «árabes del interior» (عرب الداخل) o «palestinos del 48», en alusión al año de la Nakba o gran éxodo palestino. Estos términos no incluyen a la población árabe de Jerusalén oriental o los drusos en los Altos del Golán, dado que consideran que estos territorios están ocupados por Israel desde 1967. 
Los judíos de Yemen y otras comunidades de judíos mizrajíes que emigraron o fueron expulsados de sus hogares históricos del mundo árabe, en gran parte tras el establecimiento del Estado de Israel en 1948, o sus descendientes nacidos en Israel, no son identificados como árabes, a pesar de que ellos o sus antepasados inmediatos (padres, abuelos) son lingüísticamente árabes. El Estado de Israel nunca los ha considerado como árabes: los judíos de todos los orígenes y sin distinciones son oficial y colectivamente considerados únicamente como judíos, mientras que las personas de patrimonio cultural y lingüístico de origen árabe de cualquier fe que no sea judía se consideran como árabes.

## Historia

### 1948: Guerra árabe-israelí
A raíz de la guerra árabe-israelí de 1948, el Mandato Británico de Palestina quedó dividido en tres partes: el naciente Estado de Israel, Cisjordania bajo ocupación jordana y la Franja de Gaza bajo ocupación egipcia. La mayor parte de la población árabe (711.000 personas, según la ONU) fue expulsada de sus hogares o huyó ante el avance de las tropas israelíes en un proceso conocido como la Nakba, concentrándose en la Franja de Gaza y Cisjordania, o bien en los estados árabes vecinos, particularmente en Jordania, Líbano y Siria, con la expectativa de que pronto regresarían a sus hogares tras la victoria de las fuerzas árabes que invadieron el antiguo Mandato en apoyo de la población palestina. Tras la guerra, Jordania ocupó Cisjordania, anexionándola posteriormente en un movimiento que no obtuvo apenas reconocimiento internacional, mientras que Egipto ocupó la Franja de Gaza, en la que pasó a gobernar el Gobierno de Toda Palestina, para poco después disolverlo y mantener una ocupación militar reconocida por los miembros de la Liga Árabe. 
Israel confiscó las casas y tierras de los desplazados mediante la Ley de Propiedad Ausente. En otros casos, las poblaciones árabes no fueron confiscadas y reocupadas por inmigrantes judíos sino que se destruyeron íntegramente. Más de 350 núcleos de población árabe (aldeas y barrios) desaparecieron completamente, y la población de las ciudades costeras, mayoritariamente árabe, dejó tras su éxodo núcleos urbanos prácticamente vacíos. 
En algunas zonas, sin embargo, el éxodo no se produjo o no fue total. Unos 150.000 palestinos permanecieron dentro de las fronteras de Israel, debido a los avatares de la guerra: bien porque pudieron permanecer en sus casas y tierras o bien porque fueron a otras zonas que quedarían incorporadas a Israel. A la mayoría de estos «refugiados internos», que pasaron a ser conocidos con el término legal de «presentes ausentes», se les confiscaron todas las posesiones y no se les permitió volver a sus lugares de origen una vez acabada la guerra, tal y como había sucedido con los refugiados que se habían establecido en otros países. 

### 1949-1966: Ley Marcial
A la población árabe que permaneció dentro de Israel se le concedió la ciudadanía, aunque estaba sujeta a una serie de medidas de control, a partir de 1949, que condujeron a la ley marcial.  Esto conllevaba la solicitud del permiso del gobernador militar para viajar más de una determinada distancia desde su domicilio de residencia. También incluía el uso del toque de queda, detenciones administrativas, expulsiones, y otras actividades. La ley marcial se levantó de la población árabe que vive en ciudades mayoritariamente judías unos años más tarde, pero se mantuvo en las zonas árabes hasta 1966. 
Una variedad de medidas legales en vigor durante ese período facilitaron la transferencia de las tierras abandonadas por los árabes a la propiedad estatal, mediante la Ley de Propiedad Ausente de 1950, que permitía al estado tomar el control de las tierras pertenecientes a los propietarios que fueron expulsados o huyeron a otros países, y la Ley de Adquisición de Tierras de 1953, que autorizó al Ministerio de Hacienda a transferir las tierras expropiadas al estado. Otros expedientes jurídicos comunes incluyen la utilización de normas de excepción para declarar como zona militar cerrada las tierras pertenecientes a ciudadanos árabes, seguido por el uso de la legislación otomana en tierras abandonadas para tomar el control de la tierra.
Tras la guerra de 1948, los árabes de Israel configuraron en sus inicios un sector social totalmente desestructurado, en el que solo la familia permanecía como institución, y sometido a la administración militar de Israel, que, como tal, era reacio en principio a concederles derechos de ciudadanía, algo que sin embargo hizo en 1952. Se les impidió vivir en otro lugar que no fuera aquel en el que se encontraban al acabar la guerra, se les prohibió adquirir tierras o construir casas (e incluso remodelar las existentes) y se les alejó de los beneficios sociales israelíes (sanidad, cargos públicos, productos subvencionados...). Las zonas geográficas donde se concentraban permanecieron bajo administración militar hasta 1966: una parte del Néguev, zonas de la frontera noroccidental con Cisjordania y la Galilea en torno a Nazaret.
Esta población quedó exenta del servicio militar obligatorio: aunque podían presentarse como voluntarios, no se les animaba a hacerlo, pues su lealtad estaba en entredicho. Por su parte, los árabes en general no deseaban formar parte del ejército que combatía contra los palestinos de fuera de Israel y contra otros árabes. Esta situación, que continúa hasta hoy en día, va en realidad más allá de la cuestión del servicio militar, pues este es en Israel un auténtico pilar de la sociedad, que lleva aparejadas multitud de ventajas sociales a las que no pueden acceder quienes no lo realizan.
Los árabes israelíes eran tras la guerra mayoritariamente campesinos. Sufrieron importantes impedimentos para desarrollar sus cultivos: restricciones de agua y luz e imposibilidad de afiliarse a las entidades cooperativas de la poderosa central sindical Histadrut y del Estado, con lo que no pudieron competir con sus compatriotas judíos en materia de comercialización, créditos y modernización de las explotaciones. Ya en los años 50 las plantaciones árabes de cítricos habían desaparecido casi por completo, y los agricultores se limitaron a producir para las necesidades de su casa principalmente, con un limitado comercio de verduras y aceite de oliva para el mercado hebreo. Con estas condiciones, muchos árabes tuvieron que abandonar la agricultura y convertirse en asalariados en trabajos no agrícolas y generalmente no especializados (industria, construcción), dando lugar de este modo a lo que el antropólogo Henry Rosenfeld denomina «proletarización de los árabes de Israel»,[cita requerida] que les convirtió en el estrato más bajo de la escala ocupacional y social. Estos cambios afectaron por otra parte a la estructura familiar tradicional de la sociedad árabe-israelí.
En 1956 se produjo la masacre de Kafr Qasim, un acontecimiento que significó para los árabes (y que ha quedado en su memoria colectiva como tal) la constatación de su calidad no de ciudadanos sino de enemigos, mientras que para el pueblo judío fue una llamada de atención hacia la existencia del «problema» de la minoría árabe, eclipsada por el proceso de construcción del nuevo Estado. Cuarenta y nueve aldeanos fueron ametrallados al violar, sin saberlo, un toque de queda que Israel había impuesto a las poblaciones árabes y que no había dado tiempo a transmitir a los campesinos que se encontraban realizando labores agrícolas fuera del pueblo. Los responsables de la matanza fueron juzgados y condenados a penas simbólicas: el coronel de brigada responsable de la masacre, Issachar Shadmi, fue condenado a pagar un céntimo de séquel.
A pesar de que la presencia de una importante minoría árabe cuestionaba el carácter judío del Estado y de que, en la situación de enfrentamiento de Israel con los países vecinos, los árabes del país estaban bajo sospecha permanente de actuar como una quinta columna, la ausencia de derechos civiles para la minoría árabe entraba en abierta contradicción con la voluntad de que el Estado de Israel fuera democrático. Los gobernantes de Israel aspiraron desde el principio a construir una sociedad verdaderamente democrática y, a pesar de todas las desconfianzas, otorgaron a los árabes israelíes la ciudadanía israelí, lo que les permitía ser electores y elegibles desde prácticamente el primer momento, obligaba a establecer fórmulas que posibilitaran su participación política y cierto grado de integración en el sistema. Además de hacerles beneficiarios de los servicios sociales asociados a la ciudadanía, dispusieron de una importante autonomía comunitaria tanto en asuntos locales como en los religiosos (que incluía el derecho de familia).
En 1965 se hizo un primer intento de presentar una lista independiente árabe para las elecciones del Knéset, con el grupo radical al-Ard formando la Lista Árabe Unida. La lista fue, sin embargo, prohibida por la Comisión Electoral Central israelí. 
En 1966 la ley marcial se levantó por completo, y el gobierno se dedicó a desmantelar la mayoría de las leyes discriminatorias, mientras que a los ciudadanos árabes se les garantizaba, en teoría aunque no siempre en la práctica, los mismos derechos que a los ciudadanos judíos.

### Desde 1967
El año 1967 marca un punto de inflexión en la historia de los árabes israelíes. Por un lado, la guerra de los Seis Días, que se salda con la ocupación israelí de Jerusalén Este, Franja de Gaza y Cisjordania (los tres territorios del Mandato que habían quedado fuera de las fronteras de Israel), supuso el contacto entre las poblaciones palestinas a uno y otro lado de la Línea Verde por primera vez desde 1948. El trato con unos palestinos nacionalistas, abiertamente enfrentados a Israel y encuadrados en numerosas organizaciones políticas (trato que tomó en muchos casos la forma de matrimonio) supuso para los árabes de Israel un renacimiento de la conciencia de su identidad palestina y la aparición de una ola de activismo político que tiene su cénit en la huelga general del 30 de marzo de 1976. Las protestas del Día de la Tierra surgieron como muestra de la resistencia de los árabes israelíes contra la confiscación de tierras en Galilea por parte del gobierno israelí, que se venía produciendo desde tiempo atrás en el marco de un programa de judaización de la región norteña. Hubo enfrentamientos que se saldaron con seis árabes muertos y numerosos heridos y detenidos, despertando el recuerdo de la masacre de Kafr Qasim. 
Es en esta etapa cuando se empieza a hacer fuerte la tradicional reivindicación de los árabes israelíes para que Israel deje de definirse como un Estado étnico y se convierta en Estado de todos sus ciudadanos, árabes o hebreos.
El segundo elemento que marca un giro en la situación de los árabes de Israel es el crecimiento económico que se produjo tras la guerra. Ello supuso un recambio en la escala ocupacional, empezaron a desempeñar tareas abandonadas por judíos enriquecidos (pequeñas empresas, capataces, subcontratistas...) al tiempo que dejaban sus trabajos físicos no cualificados en manos de obreros que llegaban diariamente de los territorios ocupados. Con todo, la industrialización árabe fue pequeña y completamente dependiente del mercado, los contratistas y las redes judías, y no tuvo apenas acceso a las ayudas estatales de que gozaban las empresas judías. Las actividades más habituales son el procesado de alimentos, el sector textil, el pequeño comercio, el transporte y la artesanía.
En octubre del año 2000, tras la visita del jefe de la oposición israelí Ariel Sharon a la Explanada de las Mezquitas y en el contexto del incipiente estallido de la Segunda Intifada, una serie de importantes protestas tuvieron lugar en las comunidades árabe-israelíes que fueron duramente reprimidas por las fuerzas de seguridad israelíes, dejando un saldo de 13 manifestantes muertos y cientos de heridos y refrescando la memoria de la masacre de Kafr Qasim. Una comisión gubernamental con el encargo de investigar estos hechos, conocida como Comisión Or, criticó a las fuerzas de seguridad por su uso excesivo de la fuerza, recomendó el cese del ministro de Seguridad Interior de Israel, Shlomo Ben Ami, y señaló a tres líderes árabe-israelíes por incitación a la violencia. 

## Demografía
Las autoridades de Israel suelen dividir a los ciudadanos árabes del Estado en cuatro grupos: tres de orden religioso (musulmanes, cristianos y drusos) y un cuarto relacionado con el modo de vida (beduinos). Los árabes suelen criticar esta división, considerando que pretende negar su identidad unitaria. 
La población árabe de Israel se concentra sobre todo en tres zonas: Galilea, en el norte del Estado; una región llamada el Triángulo, más al centro, junto a la frontera con Cisjordania; y parte del desierto del Néguev, al sur. Un 71% viven en 116 localidades de mayoría árabe, de las cuales 9 son ciudades, siendo Nazaret la ciudad con mayor población árabe. Un 24% vive en ciudades de mayoría judía como Jaffa, Haifa, Ramla o Lod. El 4% restante corresponde a las comunidades de beduinos en el Néguev. Algunas de estas comunidades residen en aldeas que no están reconocidas oficialmente por Israel, lo que genera diversos problemas a sus vecinos, como el no poder tener escuela o ambulatorio médico, o incluso estar amenazados de desalojo y destrucción de las aldeas.
Los descendientes de los 150.000 árabes que quedaron dentro de las fronteras del naciente Estado judío en 1948 son actualmente 1.300.000 personas, un 20% de la población total de Israel si se incluye a los habitantes de Jerusalén Este (perteneciente a Cisjordania pero anexionada por Israel en un movimiento condenado por la comunidad internacional). 
Los árabes israelíes tienen, en general, una tasa de natalidad superior a la de los judíos. Dado que el nivel de emigración de judíos hacia Israel es bajo, se prevé que, con el ritmo actual, en 2025 los árabes supongan ya una cuarta parte de la población del Estado judío. La población palestina que vive en Israel y en Palestina ya ha igualado en número a la población judía en el antiguo territorio del Mandato británico de Palestina. El crecimiento de la ya numerosa minoría árabe genera cierta inquietud en Israel, pues pone en entredicho el carácter judío del Estado. Esta inquietud se traduce en diferentes posiciones políticas, que básicamente siguen una de estas cuatro líneas:
- Que Israel se deshaga de los árabes. Es una opción radical que gana adeptos a medida que se recrudece el conflicto árabe-israelí. Se plantea como opción la transferencia, esto es, la expulsión de los árabes israelíes hacia Cisjordania y la Franja de Gaza, quizá aprovechando un momento de recrudecimiento del conflicto que haga justificable la medida; esta es la opción defendida por el partido político Israel Beytenu, entre otros. Otras posibles medidas serían la cesión a Cisjordania del llamado Triángulo, una serie de pueblos árabes a lo largo de la Línea Verde, a cambio de que los palestinos cedan a Israel los asentamientos judíos de Cisjordania, y alentar a los árabes a emigrar fuera de Israel.
- Que Israel deje de ser un Estado judío y se convierta en un Estado de sus ciudadanos, bilingüe y laico. Es la opción que defienden la mayoría de árabes israelíes y algunos intelectuales judíos, como el historiador revisionista Ilan Pappé, Oren Ben-Dor, Michel Warschawski, Haim Bresheeth, Shlomo Sand y otros.
- Reducir la tasa de natalidad árabe mediante la inversión en la mejora de su calidad de vida, la educación, el acceso al empleo, etc. La idea es que, equiparando las condiciones de vida de los árabes a las de los judíos, se equipararán también las tasas de nacimientos en ambas comunidades y la minoría árabe se mantendrá en la proporción actual.
- Promover la inmigración judía (aliyá).